# Leucania adusta
Leucania adusta är en fjärilsart som beskrevs av Moore 1881. Leucania adusta ingår i släktet Leucania och familjen nattflyn. Inga underarter finns listade i Catalogue of Life.